# Krótki słownik filozoficzny
Krótki słownik filozoficzny (ros. Краткий философский словарь) – radziecki słownik z filozofii pod redakcją Pawła Judina i Marka Rozentala, wydany po raz pierwszy w 1939 roku. Książka miała wiele wydań i została przetłumaczona na kilka języków obcych. W 1955 roku ukazał się polski przekład z czwartego uzupełnionego i poprawionego wydania rosyjskiego.

## Polskie wydanie
- Krótki słownik filozoficzny. Mark Rozental, Pawieł Judin (red.). Warszawa: Książka i Wiedza, 1955. (pol.). Brak numerów stron w książce